# 242-й навчальний центр повітрянодесантних військ (РФ)
44-а навчальна повітряно-десантна дивізія (рос. 44-я учебная воздушно-десантная дивизия), згодом 242-й навчальний центр повітряно-десантних військ (242 НЦ ПДВ) (рос. 242-й учебный центр воздушно-десантных войск (242 УЦ ВДВ) — навчальна повітряно-десантна дивізія, одне з військових з'єднань повітряно-десантних військ Радянського Союзу та Росії. З 1987 року — навчальний центр, який у 1993 році після розпаду СРСР був передислокований до Омську та Ішиму (Сибір).